# 高雄市政府工務局
高雄市政府工務局(簡稱高雄市工務局、高市工務局)，高雄市政府所屬的一級機關，位於高雄市苓雅區四維市政中心，二級機關有新建工程處、道路養護工程處、公園處、違章建築處理大隊，於1945年10月25日成立建設局，歷經多次改制為今日的工務局。

## 組織架構
- 局長
- 副局長
  - 主任秘書
  - 總工程司
  - 專門委員
    - 資訊室
    - 秘書室
    - 人事室
    - 會計室
    - 政風室
    - 建築管理處
    - 工程企劃處
    - 道路挖掘管理中心

依權責分別管理新建工程處、道路養護工程處、公園處、違章建築處理大隊。